# Liste der Länderspiele der neuseeländischen Futsalnationalmannschaft der Frauen
Die nachfolgende Liste enthält alle Länderspiele der neuseeländischen Futsalnationalmannschaft der Frauen, die der Fußballverband von Neuseeland, der New Zealand Football (NZF), im Jahr 2017 gegründet hat. Futsal ist die einzige von der FIFA anerkannte Variante des Hallenfußballs. Bisher wurden drei Länderspiele ausgetragen.

## Länderspielübersicht
Legende
- Erg. = Ergebnis
- n. V. = nach Verlängerung
- i. S. = im Sechsmeterschießen
- abg. = Spielabbruch
- H = Heimspiel
- A = Auswärtsspiel
- * = Spiel auf neutralem Platz
- Hintergrundfarbe grün = Sieg
- Hintergrundfarbe gelb = Unentschieden
- Hintergrundfarbe rot = Niederlage

| Nr.                    | Datum      | Erg. | Gegner        |   | Austragungsort              | Anlass                        | Bemerkungen                                                                         |
| ---------------------- | ---------- | ---- | ------------- | - | --------------------------- | ----------------------------- | ----------------------------------------------------------------------------------- |
| 1                      | 12.09.2017 | 14:0 | Neukaledonien | H | Tauranga, ASB Baypark Arena | Trans Pacific Futsal Cup 2017 | Erstes Heimspiel Erster Sieg Erster Heimsieg Erstes Länderspiel gegen Neukaledonien |
| 2                      | 13.09.2017 | 15:0 | Neukaledonien | H | Tauranga, ASB Baypark Arena | Trans Pacific Futsal Cup 2017 | Höchster Sieg Höchster Heimsieg                                                     |
| 3                      | 14.09.2017 | 9:2  | Neukaledonien | H | Tauranga, ASB Baypark Arena | Trans Pacific Futsal Cup 2017 |                                                                                     |
| Stand: 24. August 2018 |            |      |               |   |                             |                               |                                                                                     |

## Statistik
In der Statistik werden nur die offiziellen Länderspiele berücksichtigt.
Legende
- Sp. = Spiele
- Sg. = Siege
- Uts. = Unentschieden
- Ndl. = Niederlagen
- Hintergrundfarbe grün = positive Bilanz
- Hintergrundfarbe gelb = ausgeglichene Bilanz
- Hintergrundfarbe rot = negative Bilanz

### Gegner
| Land          | Kontinentalverband | Sp. | Sg. | Uts. | Ndl. | Torverhältnis |
| ------------- | ------------------ | --- | --- | ---- | ---- | ------------- |
| Neukaledonien | OFC                | 3   | 3   | 0    | 0    | 38:20         |
| Gesamt        | Gesamt             | 3   | 3   | 0    | 0    | 38:20         |

### Kontinentalverbände
| Kontinentalverband                 | Sp. | Sg. | Uts. | Ndl. | Torverhältnis |
| ---------------------------------- | --- | --- | ---- | ---- | ------------- |
| AFC (Asien)                        | 0   | 0   | 0    | 0    | 0:0           |
| CAF (Afrika)                       | 0   | 0   | 0    | 0    | 0:0           |
| CONCACAF (Nord- und Mittelamerika) | 0   | 0   | 0    | 0    | 0:0           |
| CONMEBOL (Südamerika)              | 0   | 0   | 0    | 0    | 0:0           |
| OFC (Ozeanien)                     | 3   | 3   | 0    | 0    | 38:20         |
| UEFA (Europa)                      | 0   | 0   | 0    | 0    | 0:0           |
| Gesamt                             | 3   | 3   | 0    | 0    | 38:20         |

### Anlässe
| Anlass                          | Sp. | Sg. | Uts. | Ndl. | Torverhältnis |
| ------------------------------- | --- | --- | ---- | ---- | ------------- |
| Trans-Pacific-Futsal-Cup-Spiele | 3   | 3   | 0    | 0    | 38:20         |
| Freundschaftsspiele             | 0   | 0   | 0    | 0    | 0:0           |
| Gesamt                          | 3   | 3   | 0    | 0    | 38:20         |

### Spielarten
| Spielart                       | Sp. | Sg. | Uts. | Ndl. | Torverhältnis |
| ------------------------------ | --- | --- | ---- | ---- | ------------- |
| Heimspiele (H)                 | 3   | 3   | 0    | 0    | 38:20         |
| Spiele auf neutralem Platz (*) | 0   | 0   | 0    | 0    | 0:0           |
| Auswärtsspiele (A)             | 0   | 0   | 0    | 0    | 0:0           |
| Gesamt                         | 3   | 3   | 0    | 0    | 38:20         |

### Austragungsorte
| Austragungsort | Land       | Sp. | Sg. | Uts. | Ndl. | Torverhältnis |
| -------------- | ---------- | --- | --- | ---- | ---- | ------------- |
| Tauranga       | Neuseeland | 3   | 3   | 0    | 0    | 38:20         |
| Gesamt         | Gesamt     | 3   | 3   | 0    | 0    | 38:20         |

### Spielergebnisse
|      | Gegentore | Gegentore | Gegentore |
| Tore | 0         | 1         | 2         |
| ---- | --------- | --------- | --------- |
| 0    | -         | -         | -         |
| 1    | -         | -         | -         |
| 2    | -         | -         | -         |
| 3    | -         | -         | -         |
| 4    | -         | -         | -         |
| 5    | -         | -         | -         |
| 6    | -         | -         | -         |
| 7    | -         | -         | -         |
| 8    | -         | -         | -         |
| 9    | -         | -         | 1         |
| 10   | -         | -         | -         |
| 11   | -         | -         | -         |
| 12   | -         | -         | -         |
| 13   | -         | -         | -         |
| 14   | 1         | -         | -         |
| 15   | 1         | -         | -         |